# Zoom (film 2015)
Zoom è un film del 2015 diretto da Pedro Morelli.
Pellicola live action con protagonisti Alison Pill, Gael García Bernal e Mariana Ximenes. È stata presentata al Toronto International Film Festival. Il film si sviluppa in tre strati narrativi, in un circolo vizioso di storie e di manipolazione creativa.

## Trama
Emma è una fumettista che di giorno lavora in una fabbrica di sex dolls e di notte scrive un fumetto a proposito di un regista famoso di nome Edward. Edward, nel fumetto, sta preparando un film su una modella aspirante scrittrice di nome Michelle. Il romanzo di Michelle parla di una fumettista di nome Emma. Tutti insieme i tre personaggi sono responsabili della vita dell'altro. L'intreccio delle trame conduce Michelle a tornare in Brasile, il suo paese natio, per dedicarsi completamente alla scrittura. In questo luogo incontrerà Alice che cambiando la vita di Michelle cambierà anche quella degli altri personaggi.

## Produzione
Il film a tecnica mista segue una linea reale, una linea fumettistica e una linea cinematografica. Le scene con Edward sono interamente animate.

## Riconoscimenti
- Ithaca International Fantastic Film Festival
  - 2016: Premio del pubblico
- Directors Guild of Canada
  - 2015: Nomination miglior production design
  - 2015: Nomination miglior sound editing
- Canadian Screen Awards
  - 2015: Nomination miglior sceneggiatura originale